# Dreigefährtenlegende
Die Dreigefährtenlegende (eigentlich: Legende der drei Gefährten, lateinisch Legenda trium sociorum) ist eine um 1246 verfasste legendenhafte Darstellung des Lebens des Heiligen Franz von Assisi, die vermutlich von dreien seiner Brüder geschrieben wurde, die ihn noch persönlich gekannt hatten.
Die Legende wurde in mehreren Handschriften überliefert und 1768 erstmals in den Acta sanctorum gedruckt. Die erste deutsche Übersetzung der Legende wurde von S.J. Hamburger 1923 erstellt. Die Neuausgabe durch Sophronius Clasen und Engelbert Grau von 1972 enthält zusätzliche erklärende Anmerkungen und eine textkritische Einführung. Die textkritische Edition stammt von Théophile Desbonnets aus dem Jahre 1974.

## Entstehung der Legende
Bis zum Generalkapitel von 1244 in Genua waren schon viele der ersten und engsten Gefährten des Franziskus gestorben, darunter Pietro Catanii, Pazifikus, Antonius von Padua, Barbarus, Humilis, Morikus, Bernhard Vigilantis und Silvester sowie Bernhard von Quintavalle. Um die Erinnerung an das Leben des Franziskus getreu zu bewahren, ordnete der neu gewählte Generalminister Crescentius von Jesi an, dass alle Brüder schriftlich mitteilen sollten, was sie über Franziskus wussten. Aus dieser Sammlung von Begebenheiten, Anekdoten und Erinnerungen gingen sowohl die Dreigefährtenlegende als auch die zweite Lebensbeschreibung des Thomas von Celano und der „Dialog über die Taten der heiligen Minderbrüder“ des Thomas von Pavia hervor.
Die Entstehungszeit der Legende war lange Zeit Gegenstand wissenschaftlicher Debatten. Ein mit der Legende überlieferter Begleitbrief ist auf den 11. August 1246 datiert. Diesem Datum stimmt auch für Entstehung der Dreigefährtenlegende Sophronius Clasen zu. Théophile Desbonnets grenzt die Entstehungszeit zumindest auf die Jahre 1235 bis 1248 ein. Lorenzo di Fonzo jedoch setzt die Entstehung der Dreigefährtenlegende auf 1305–1312 an, also wesentlich später. Die Entstehung um 1246 wird in der neueren Forschung als wahrscheinlicher angesehen, der Begleitbrief wird jedoch inzwischen aus textkritischen Gründen als nicht zur Legende gehörig betrachtet.

## Echtheit der Legende
Auch die Echtheit der Dreigefährtenlegende war lange Zeit umstritten. Van Ortroy betrachtet den Begleitbrief und den Legendentext als nicht zusammengehörig und hält die echte Legende deshalb für verloren. Paul Sabatier hält das Werk für die aus ordenspolitischen Gründen verstümmelte Fassung einer viel längeren Erzählung. Erst Sophronius Clasen konnte die Echtheit des Textes 1964 mit Sicherheit nachweisen.

## Autoren des Begleitschreibens
Das Begleitschreiben stammt von den drei Ordensbrüdern Leo, Rufinus und Angelus, die zu den ersten Vertrauten des Heiligen Franz von Assisi gehörten.
- Leo von Assisi war schon 1210 zu den ersten Brüdern gestoßen, er war Franziskus’ Beichtvater und Sekretär. Leo begleitete Franziskus, wenn dieser sich zu Fasten und Gebet in eine Einsiedelei zurückzog, er war bei der Abfassung der Regel und auch am Ort der Stigmatisation anwesend, und er pflegte Franziskus während dessen Krankheit. Leo hat neben der Dreigefährtenlegende weitere Chroniken und Sammlungen verfasst, darunter den „Spiegel der Vollkommenheit“ (Speculum perfectionis) und die „Worte des heiligen Franziskus“.
- Rufinus, † um 1270 oder 1278, war der Sohn des Adligen Scipione di Offreduccio, dem Bruder des Adligen Favarone di Offreduccio. Favarone di Offreduccio war Vater der heiligen Klara von Assisi. Um 1210 schloss sich Rufinus der entstehenden Bruderschaft von Assisi an, als Franziskus von einer Reise nach Rom zurückkehrte. Er wird in den Legenden als äußerst bescheidener und gehorsamer Bruder geschildert. Rufinus gehörte zu den vier Brüdern, die den erkrankten Franziskus bis zu dessen Tod auf dem Berg La Verna betreuten. Den Quellen nach war er der Einzige, der zu Lebzeiten des Heiligen dessen Seitenwunde berührte und dem Franziskus offenbarte, was der Seraph ihm bei der Stigmatisation mitteilte.[8]
- Angelus Tancredi, † 1258, war ein Ritter aus Rieti und trat ebenfalls um 1210 als elfter Bruder der Gemeinschaft bei. Er hielt sich bevorzugt in Einsiedeleien auf. Auch er pflegte den todkranken Franziskus und wird in den Legenden wegen seines Zartgefühls und seiner Liebenswürdigkeit gelobt. Angelus und Leo von Assisi mussten Franziskus am Sterbebett den Sonnengesang vorsingen. Er trat auch beim Heiligsprechungsprozess der heiligen Klara von Assisi als Zeuge auf.[8]

Die drei Gefährten waren seit der Frühzeit des Ordens Augenzeugen der Ereignisse und hatten engen Umgang mit Franziskus. Für Berichte über Begebenheiten, bei denen sie nicht direkt anwesend waren, geben sie die Namen anderer Brüder als Zeugen an, nämlich Philippus Longus aus Assisi, Massäus von Marignano, Illuminatus von Arce und Johannes.

## Inhalte
Die Dreigefährtenlegende beginnt mit einer Darstellung der Herkunft des Franziskus als Kaufmannssohn in Assisi und stellt seine jugendliche Eitelkeit und Verschwendungssucht dar, um den Kontrast zu seinem späteren Leben umso schärfer werden zu lassen. Anschließend werden seine Gefangenschaft in Perugia und sein abgebrochener Versuch, Ritter zu werden, geschildert. Seine Hinwendung zu den Aussätzigen und sein Gebet vor dem Kreuz von San Damiano in der Kirche von San Damiano nehmen breiten Raum ein. Im nächsten Kapitel berichtet die Legende von der Renovierung von San Damiano.
Es wird dann geschildert, wie Franziskus sich beim Hören des Evangeliums nach Matthäus angesprochen fühlte und seine Kleidung daraufhin vereinfachte. Ein ganzes Kapitel ist der Berufung des Bruders Silvester gewidmet, diese Geschichte steht wohl exemplarisch für viele ähnliche Berufungsgeschichten der Brüder. Der Eifer und die Vollkommenheit der ersten kleinen Brüdergemeinschaft wird stark idealisiert dargestellt.
Anschließend stellt die Legende die Reise der ersten Gefährten nach Rom zur Bestätigung der Urregel dar. Die Zusammenkünfte der Brüder, ihre Predigttätigkeit und ihre Aussendung in die Welt werden geschildert. Ein Kapitel widmet sich besonders dem Wechsel des Protektors des Ordens, als Kardinal Johannes von St. Paul stirbt und Hugolin von Ostia zum Protektor erwählt wird. Schließlich endet die Legende mit der Darstellung des Sterbens des Franziskus und mit der Heiligsprechung.
Interessant ist, wie viel und was die Legende weglässt. Der Hauptanteil des Textes schildert die Berufungsgeschichte des Heiligen und die Anfänge seiner Gemeinschaft, ein weiterer gewichtiger Anteil ist der Tod des Franziskus, doch die späten Jahre des Franziskuslebens werden nur angedeutet. Auch viele aus späteren Legenden bekannte Geschichten, wie die Legende vom Wolf von Gubbio oder die Vogelpredigt, fehlen in der Dreigefährtenlegende. Wunderberichte fehlen vollständig. Im Vergleich mit anderen Legendensammlungen ist dieses Werk ausgesprochen nüchtern und auf das Wesentliche des Franziskuslebens, das für die Brüder nachahmenswert war, reduziert. Dies kann nicht damit erklärt werden, dass den Brüdern diese Legenden nicht bekannt gewesen wären, weil sie in der ersten Lebensbeschreibung des Thomas von Celano (1228/29) bereits geschildert werden und dieses Werk als Tischlesung der Brüder diente.

## Rezeption
Die Dreigefährtenlegende wurde, sicherlich auch wegen ihrer authentischen Nähe zu den Ursprüngen des Ordens, wiederholt von späteren Biographien und Legenden als Quelle benutzt. Dies ist durch textkritische Analysen für die zweite Vita des Thomas von Celano (geschrieben 1246/1247) nachgewiesen. Während Thomas von Celano aber die Ereignisse in seiner Darstellung mit biblischen Parallelen und theologischen Deutungen ausschmückt, schreibt der unbekannte Autor der Legende in einfachen kurzen Sätzen und lässt die Ereignisse sprechen. Auch das Erbauungsbuch Zwiegespräch über die Taten der heiligen Minderbrüder von Thomas von Pavia († um 1280) nutzt die Dreigefährtenlegende als Quelle.
Für die Erforschung der franziskanischen Ordensgeschichte ist die Dreigefährtenlegende von großem Wert, weil sie neben ihrer Rolle als Quelle für spätere Werke auch viele Aussagen der früheren Franziskuslegenden (beispielsweise der ersten Vita des Thomas von Celano) bestätigt und präzisiert. Zudem gibt die Dreigefährtenlegende Einzelheiten preis, die in keinem anderen Werk festgehalten sind. Solches Sondergut ist beispielsweise die Beschreibung des jugendlichen Lebens des Franz von Assisi, seine Leichtlebigkeit und Maßlosigkeit, die sich später in der Maßlosigkeit seines Büßerlebens widerspiegelt. Auch seine Vorliebe für ritterliche und höfische Umgangsformen, die sich in seinem späteren Leben weiterhin zeigt, wird in der Dreigefährtenlegende deutlicher als in anderen Biografien dargestellt.
Die Dreigefährtenlegende ist auch heute noch eine wichtige Quelle für das Leben des Franz von Assisi, weil sie von allen Biografien des Heiligen gerade in ihrer Nüchternheit als die authentischste gelten kann.